# Phoradendron membranifolium
Phoradendron membranifolium är en sandelträdsväxtart som beskrevs av Kuijt. Phoradendron membranifolium ingår i släktet Phoradendron och familjen sandelträdsväxter. Inga underarter finns listade i Catalogue of Life.